# Лепона
Лепона́ (лит. Liepona; устар. нем. Lepone) — река в Литве и России, протекает по границе Нестеровского района Калининградской области.

## География
Исток реки Лепона находится в Мариямпольского уезде Литвы около посёлка Кунигишкяй в 15 км южнее города Кибартай (в 20 км севернее Виштынецкого озера). Далее река протекает по территории Литвы. На протяжении 22,9 км течёт на границе Литвы и Калининградской области РФ. Севернее города Кибартай Лепона впадает слева в Шервинту — приток Шешупе, которая является притоком Немана.
На реке расположены населённые пункты Кибартай, Чернышевское.

## Гидрология
Длина реки — 35 км, площадь водосборного бассейна — 105 км² (по другим данным — 106 км²). Среднегодовой расход воды в устье — 0,85 м³/с. Имеет правый приток Каркле.

## Этимология
Название Лепона происходит от литовского слова liepa — липа.

## История
В июне 1940 года президент Литвы Антанас Смятона через обмелевшую реку бежал в Германию.
Лепона служила естественной границей между Пруссией и Литвой (с 1422 года), Пруссией и Речью Посполитой, Пруссией и Россией (после Третьего раздела Польши), РСФСР и Литовской ССР.